# Niederwerrn
Niederwerrn település Németországban, azon belül Bajorországban. Lakosainak száma 8381 fő (2023. december 31.). Niederwerrn Poppenhausen és Dittelbrunn községekkel határos.

## Népesség
A település népessége az elmúlt években az alábbi módon változott:
| Lakosok száma | 706  | 2404 | 4323 | 6146 | 7832 | 7814 | 7813 | 7800 | 8781 | 8381 |
|               | 1875 | 1950 | 1975 | 1987 | 2012 | 2014 | 2016 | 2017 | 2021 | 2023 |